# Burgstall Parkstein
Der Burgstall Parkstein bezeichnet eine abgegangene mittelalterliche Niederungsburg etwa 400 m nordöstlich der Burg Parkstein im Gebiet des oberpfälzischen Marktes Parkstein im Landkreis Neustadt an der Waldnaab. Die Anlage wird als Bodendenkmal unter der Aktennummer D-3-6238-0033 als „mittelalterlicher Burgstall“ geführt.

## Beschreibung
Der Burgstall liegt in der Fortsetzung des Kirchpfades und 150 m östlich der Neustädter Straße von Parkstein. Der ovalrunde Burgbereich besitzt eine Länge von 60 m in Nord-Süd-Richtung und von 50 m in West-Ost-Richtung, hier fällt das Gelände um 3 m ab. Im östlichen Bereich umgrenzt heute ein schmaler baumbestandener Bereich den Burgplatz; der westliche Bereich ist eine Wiese. 